# Gynoplistia nivicola
Gynoplistia nivicola là một loài ruồi trong họ Limoniidae. Chúng phân bố ở miền Australasia.